# Liste der Monuments historiques in Racécourt
Die Liste der Monuments historiques in Racécourt führt die Monuments historiques in der französischen Gemeinde Racécourt auf.

## Liste der Objekte
| Bezeichnung                      | Beschreibung                           | Standort                        | Kennzeichnung | Schutzstatus | Datum | Bild |
| -------------------------------- | -------------------------------------- | ------------------------------- | ------------- | ------------ | ----- | ---- |
| Glocke                           | Bronze, 1772 gegossen                  | in der Kirche St-Laurent (Lage) | PM88000695    | Classé       | 1922  |      |
| Pietà                            | Stein, farbig gefasst, 16. Jahrhundert | in der Kirche St-Laurent (Lage) | PM88000696    | Classé       | 1960  |      |
| Skulptur Heiliger Mauritius      | Holz, 16. Jahrhundert                  | in der Kirche St-Laurent (Lage) | PM88000697    | Classé       | 1960  |      |
| Skulptur Heiliger Karl Borromäus | Marmor, 17. Jahrhundert                | in der Kirche St-Laurent (Lage) | PM88000698    | Classé       | 1960  |      |